# 吴嘉纪
吴嘉纪（1618年—1684年），字宾贤，号野人，江苏泰州人，清代诗人。

## 生平
出生盐民，少時多病，关心穷苦百姓，明末諸生。入清不仕，不喜交遊，隱居泰州（今屬江蘇）安豐鹽場，“每歲水至，常及半扉，井灶盡塌，苦吟不輟。”
吴嘉纪工於詩，其詩法孟郊、賈島，語言簡樸通俗，內容多反映百姓貧苦，以“鹽場今樂府”詩聞名於世，汪楫向當時的戶部侍郎周亮工推薦，順治十八年（1661年）年冬，吳嘉紀前去揚州與周亮工會面，兩人相談甚歡。隨後周亮工彙集吳嘉紀的詩作，刻為《陋軒詩》。次年周亮工過揚州，向王士禎推薦，王氏立刻爲野人詩作序。孔尚任將他和王士禛、屈大均並列三家。但王士禛晚年對吳詩風格頗不以為然。汪懋麟評“五七言近體，幽峭冷逸……自脫拘束。至所為今樂府諸篇，即事寫情，變化漢、魏痛鬱樸遠，自為一家之言。”康熙二十三年（1684年）卒，終年六十七歲。著有《陋轩诗集》等。上海古籍出版社有《吳嘉紀詩箋校》本。

## 家族
祖父吳鳳儀是王艮的學生。
妻王睿，词人。

## 延伸阅读
[在维基数据编辑]
 《清史稿/卷484》，出自趙爾巽《清史稿》
 《清史稿/卷484》